# Лавріненко Валерій Іванович
Лавріненко Валерій Іванович  (нар. 2 серпня 1952; м. Олександрія, Кіровоградської області) — український науковець в галузі механічної обробки металів, доктор технічних наук, професор, з 2006 року завідувач наукового відділу алмазно-абразивної і фізико-технічної обробки Інституту надтвердих матеріалів ім. В. М. Бакуля.

## Освіта
У 1974 р. Валерій Лавріненко отримав диплом (з відзнакою) інженера-механіка за спеціальністю «Технологія машинобудування, металорізальні станки та інструменти» (диплом У № 881667) Кіровоградського інституту сільськогосподарського машинобудування (в теперішній час — Центральноукраїнський національний технічний університет м. Кропивницький).
У 1981 р. він закінчив аспірантуру при Інституті надтвердих матеріалів ім. В. М. Бакуля Національної академії наук України за спеціальністю «Процеси і машини обробки матеріалів різанням; автоматичні лінії».
У 1983 р. під керівництвом канд. техн. наук, ст. наук. співробітника Захаренка І. П., Лавріненко В. І. виконав роботу «Процес глибинного електрохімічного шліфування інструмента з швидкорізальних сталей кругами з надтвердих матеріалів», та захистив дисертацію на здобуття наукового степеня кандидата технічних наук. (Диплом ТН № 065148).
У 2000 р. в спецраді Д.26.230.01 при Інституті надтвердих матеріалів ім. В. М. Бакуля, Лавріненко В. І. захистив докторську дисертацію «Наукові основи шліфування інструментальних матеріалів із спрямованою зміною характеристик контактних поверхонь» за спеціальністю «05.03.01 — процеси механічної обробки, верстати та інструменти» (диплом ДД № 001258).

## Наукова, викладацька та виробнича діяльність
З 1974 р. по даний час Лавріненко В.І працює в Інституті надтвердих матеріалів ім. В. М. Бакуля — конструктором 3 кат. (1974 р.), конструктором 2 кат. (1975 р.), старшим інженером (1977 р.), молодшим науковим співробітником (1980 р.), науковим співробітником (1984 р.), старшим науковим співробітником (1986 р.), провідним науковим співробітником (2000 р.), завідувачем лабораторії (2005 р.), завідувач відділу 03 «Алмазно-абразивної і фізико-технічної обробки» (з 2006 р.). за сумісн. від 2002 — професор кафедри технології машинобудування Дніпродзержинського технічного університету (Дніпропетровська обл.), нині — Дніпровський державний технічний університет (м. Каменське).
У 1979—1981 рр. — аспірант Інституту надтвердих матеріалів ім. В. М. Бакуля.
У 1991 р. Лавріненку В. І. присвоєно вчене звання старшого наукового співробітника (атестат СН № 070712).
В 2014 р. Лавріненку В. І. присвоєне вчене звання професора за спеціальністю 05.03.01 «Процеси механічної обробки, верстати та інструменти» (атестат професора 112ПР № 009146).
З 2004 р. Лавріненко В. І.- вчений секретар докторської спеціалізованої вченої ради Д 26.230.01 при Інституті надтвердих матеріалів ім. В. М. Бакуля.
З 2004 р. Лавріненко В. І. обраний головою профкому Інституту, а у 2007 р. — членом ЦК профспілки працівників Національної академії наук України.

## Напрямки досліджень
Основна наукова діяльність спрямована на розробку ефективних технологій високопродуктивного і якісного шліфування твердих сплавів, інструментальних сталей, різальної кераміки, обробку монокристалів. Основні напрямки наукових досліджень — пошук шляхів застосування внутрішніх резервів інструментальних композитів для спрямованої зміни їх експлуатаційних властивостей, пошук позитивних ефектів, що є характерними для умов введення додаткової енергії в зону обробки, та отримання їх вже без введення такої енергії, тим самим здійснюється пошук енергоекономних методів обробки.
Наукові результати:
1. Доведено, що існує певна закономірність у зміні співвідношення між основними висотними параметрами шорсткості Rmax/Ra (своєрідна «дуга шорсткості») та показано, що збільшення витрат на процес обробки для отримання більш якісної поверхні спочатку сприяє підвищенню величини цього відношення від вихідних значень, які дорівнюють 4 (вихідна груба поверхня, наприклад поверхня спеченого твердого сплаву), до 6 (абразивна обробка), 8 (алмазна обробка) і навіть 10–12 (тонке шліфування кругами з НТМ), а ось подальші витрати на доводочні та полірувальні роботи поступово знижують це співвідношення до вихідних значень, близьких до 4. Це дозволяє визначити умови мінімізації витратності процесу обробки для отримання поверхні із заданими експлуатаційними властивостями.
2. Доведено, що шліфувальні круги з надтвердих матеріалів у їх стандартному виконанні мають достатньо високий рі¬вень жорсткості і навіть зниження цієї жорсткості майже в три рази фактично не змінює експлуатаційні показники кругів при шліфуванні, а граничною межею жорсткості як шліфувальних кругів, так і універсального шліфувального верстатного обладнання для процесів шліфування слід вважати величину в 10 МН/м.
3. Проведені дослідження з впливу плазмової обробки на зміну в структурі та поверхневому шарі твердосплав¬ного інструменту та показано, що впливу плазмового струменю середньої потужності (для досягнення температурного впливу на твердосплавну поверхню в межах 800°С) цілком достатньо для позитивних змін на поверхні твердого сплаву, а саме змін у морфології та шорсткості твердосплавних поверхонь, збільшенні вмісту кисню та кобальту, що дозволяє змінити контактні процеси в зоні обробки таким інструментом і підвищити його стійкість в 1,4–2,2 рази.
4. Досліджені закономірності локалізованого електрофізичного впливу на формування контактних поверхонь при абразивній обробці та розроблено нову концепцію поділу спрямованості механічних, електрохімічних та електрофізичних процесів при такій обробці, причому процесами, що дозволять керувати спрямованістю при цьому, визначені електродні (анодні та катодні) процеси, які змінюють умови електрофізичного контакту, і, як наслідок, це дозволяє значно підвищити продуктивність обробки важкооброблюваних матеріалів в 2,5…4,0 рази і виявити умови підвищення до 2-х разів зносостійкості контактних поверхонь, як кругу, так і оброблюваного матеріалу.
5. Встановлено, що у вихідному стані, розроблені в ІНМ ім. В. М. Бакуля НАН України компакти з мікропорошків кубічного нітриду бору разом з бором та азотом містять достатньо велику кількість вуглецю, а відтак є своєрідним полікристалічним «карбонітридом бору» із підвищеними антифрикційними властивостями, і тому, їх ефективним застосуванням в шліфувальному інструменті є введення в робочий шар у вигляді опорних елементів, що дозволить гарантовано підвищити (в 1,5–3,0 рази) зносостійкість алмазних кругів при шліфуванні твердих сплавів.
6. Вперше для умов шліфування кругами з НТМ показано, що електризація в зоні шліфування напряму пов'язана з продуктивністю та енергоємністю оброблення, причому рівнем електризації можна керувати за рахунок заміщення різальних зерен в абразивному шарі кругів компактами мікропорошків НТМ, введенням зернистих домішок мінеральних зернистих концентратів, а також застосуванням покриттів зерен НТМ, та встановлені умови зменшення енергоємності високопродуктивного оброблення інструментальних матеріалів шляхом врахування електричних явищ, що супроводжують процес шліфування кругами з надтвердих матеріалів і досягнення тих же позитивних ефектів, що є характерними для процесів електрошліфування, але без введення додаткової енергії в зону оброблення.
7. Доведено, що для підвищення ефективності процесів шліфування кругами з НТМ необхідно щоби зв'язка робочого шару кругу містила у своєму складі матеріали, що досить активно окислюються, і необхідно створювати умови для їх окислення у процесі обробки, наприклад, додатковий плазмовий вплив на робочу поверхню кругу, щоби утворювалися оксидні плівки на зв'язці та на зернах НТМ, або як опорні елементи в робочому шарі круга застосовувати оксидні зернисті мінеральні концентрати, насамперед оксидні рутилові концентрати.
В проекті НАН України «Наука для всіх» з метою популяризації розробок Інституту вийшла книга Лавріненка В. І. «Надтверді матеріали: посібник для допитливих» — К.: Академперіодика, 2018. — 336 с.
Науковий керівник успішно захищених кандидатських дисертаційних робіт: Проц Л. А. (2006 р.), Лєщук І.В (2008 р.), Смоквина В. В. (2013 р.), Дєвицький О. А. (2014 р.).
Автор 660 друкованих праць, 83 винаходів. Є автором і співавтором 15 монографій, та є автором матеріалів міжнародних і українських наукових конференцій.

## Визнання
Нагороджений відзнаками Інституту — Почесною Бакулівською грамотою (2008, 2012 р.), Почесним дипломом ім. Е. В. Рижова (2008 р.), Почесною Бакулівською медаллю (2013 р.).
Відмічений Подякою Прем'ер-Міністра України (2011 р.) за суттєвий особистий внесок в забезпечення розвитку науково-технічної сфери, багаторічну самовіддану працю і високий професіоналізм. (№ 13541 від 25 червня 2011 року)
Книга «Абразивні надтверді матеріали в механообробці» авторів Лавріненка В. І. та Новікова М. В. відмічена у 2016 р. Дипломом переможця в конкурсі на краще книжне видання НАН України в номінації «Довідкові видання. Фізико-математичний і технічний напрямок».
Є Лауреатом Премії НАН України ім. Г. В. Карпенка (2017 р.). (Постанова Президії НАН України № 30 від 08 лютого 2017 року за підсумками 2016 року).
Відзначений Подякою Державної наукової установи «Енциклопедичне видавництво» за підготовку статей до Великої української енциклопедії.
В 2017 році присвоєно звання «Винахідник року Національної академії наук України». (Постанова Президії НАН України № 133 від 17 травня 2017 року).
В 2018 році нагороджений відзнакою НАН України «За підготовку наукової зміни».

## Публікації
- 1. Лавріненко В. І., Новіков М. В. Надтверді абразивні матеріали в механообробці: енциклопедичний довідник / Під загальною ред. академіка НАН України М. В. Новікова. — К.: ІНМ НАН України, 2013. — 456 с. [Архівовано 29 листопада 2018 у Wayback Machine.]
- 2. Poltoratskiy V.G., Lavrinenko V.I., Safonova M.N., Petasyuk G.A. A novel composite diamond-containing dispersed material of natural and synthetic diamond powders and abrasive tools made of it // Diamond&Related Materials. — 2016. — #68. — P. 66–70.
- 3. Лавриненко В. И. Солод В. Ю. Инструменты из сверхтвердых материалов в технологиях абразивной и физико-технической обработки. — Каменское: ДГТУ, 2016. — 529 с.
- 4. Финишная обработка поверхностей при производстве деталей / С. А. Клименко, М. Ю. Копейкина, В. И. Лавриненко; под общ. ред. С. А. Чижика и М. Л. Хейфеца — Минск: Беларуская навука, 2017. — 377 с. [Архівовано 29 листопада 2018 у Wayback Machine.]
- 5. Лавриненко В. И., Солод В. Ю. Процес абразивної обробки як фрикційна взаємодія різнородних матеріалів // Сверхтвердые материалы. — 2018. — № 2. — С. 82–88. [Архівовано 29 листопада 2018 у Wayback Machine.]
- 6. Лавріненко В. І. Надтверді матеріали: посібник для допитливих. — К.: Академперіодика, 2018. — 336 с. [Архівовано 29 листопада 2018 у Wayback Machine.]
- 7. Лавріненко В. І. Сучасні досягнення у розробці абразивних інструментів і дослідженні процесів алмазно-абразивної обробки (матеріалознавчий підхід). Огляд // Сверхтвердые материалы. — 2018. — № 5. — С. 69–78. [Архівовано 29 листопада 2018 у Wayback Machine.]
- 8. Відпрацювання технології формоутворення високопористих абразивних кругів європейської номенклатури з монокристалічного корунду прецизійним інструментом з надтвердих матеріалів для турбобудування України / В. І., Лавріненко, М. М. Шейко, С. В. Рябченко, Є. О. Пащенко // Наука та інновації. — 14 (5). — 2018. — С. 55–62.
- 9. Вплив характеристик робочого шару кругів з надтвердих матеріалів на термоЕРС при шліфуванні. / В. І. Лавріненко, О. А. Дєвицький, О. О. Пасічний. // ВІСНИК ЖДТУ. — 2011. — № 3 (58). — С. 67-71. [Архівовано 29 листопада 2018 у Wayback Machine.]
- 10. Лавріненко В. І. Електричні явища в процесах механічної обробки, їх взаємозв'язок з продуктивністю та енергоємністю оброблювання та способи ефективного застосування цих явищ / В. І. Лавріненко, О. А. Дєвицький, Б. В. Ситник // Прогресивні технології і системи машинобудування: Міжнародний зб. наук. праць. — Донецьк, 2009. — С. 122—126.
- 11. Свойства низкопрочных алмазов, синтезированных в системах NI-MN-C, FE-SI-C. / А. И. Боримский, Г. Д. Ильницкая, В. И. Лавриненко, В. Н. Ткач, В. В. Смоквина // Минералогический журнал. — 2013. — № 2 (176). — С. 104—109.
- 12. Финишная обработка поверхностей при производстве деталей / С. А. Клименко, М. Ю. Копейкина, В. И. Лавриненко [и др.]; под общ. ред. С. А. Чижика и М. Л. Хейфеца — Минск: Беларуская навука, 2017. — 377 с. [Архівовано 29 листопада 2018 у Wayback Machine.]
- 13. Лавриненко В. И. Катодные пленки при электрохимическом шлифовании кругами из СТМ / В. И. Лавринено // Сверхтвердые материалы. — 1996. — № 2. — С. 56–61.
- 14. Лавриненко В. И. Электрошлифование инструментальных материалов / В. И. Лавриненко. — К. : Наук. думка. — 1993. — 155 с.
- 15. Алмазные шлифовальные инструменты с усовершенствованными алмазными зернами. / В. И. Лавриненко, Г. А. Петасюк, Г. Д. Ильницкая, О. О. Пасичный. // Оборудование и инструмент для профессионалов. — 2016. — № 3. — С. 44-46. [Архівовано 29 листопада 2018 у Wayback Machine.]
- 16. Ефекти, що виникають в процесах електрошліфування, та пошук шляхів їх утворення за умов неявної поляризації або електризації при обробці / В. І. Лавріненко, О. А. Дєвицький, О. О. Пасічний, Л. А. Проц // Процеси механічної обробки в машинобудуванні. — 2012. — Вип. 13. — С. 112—131. [Архівовано 29 листопада 2018 у Wayback Machine.]
- 15. Структурно змінений поверхневий шар контактних поверхонь круга з НТМ та виробу, що піддається обробці, як чинник підвищення їх зносостійкості (плівкова складова) / В. І. Лавріненко // Сверхтвердые материалы. — 2012. — № 5. — С. 44-53. [Архівовано 29 листопада 2018 у Wayback Machine.]
- 16. Дослідження зносостійкості алмазного шліфувального інструменту, робочий шар якого містить різнодисперсні абразивні порошки з композиційних матеріалів / В. І. Лавріненко, В. Г. Полторацький, В. В. Скрябін, В. Ю. Солод // Вісник Житомирського державного технологічного університету. Серія: Технічні науки. — 2017. — № 2(2). — С. 79-83. [Архівовано 29 листопада 2018 у Wayback Machine.]
- 17. Дослідження впливу фізико-механічних характеристик алмазних зерен з металізованим покриттям на зносостійкість шліфувальних кругів / В. І. Лавріненко, Г. Д. Ільницька, О. А. Дєвицький, В. В. Смоквина, О. О. Пасічный, І. М. Зайцева, О. В. Іщенко, С. В. Гайдай // Вісник Житомирського державного технологічного університету. Серія: Технічні науки. — 2015. — № 2. — С. 66-72. [Архівовано 29 листопада 2018 у Wayback Machine.]
- 18. Відпрацювання наукомісткої технології та створення дослідно-виробничої дільниці з виготовлення високоефективного прецизійного алмазного правлячого інструменту для потреб машинобудування України та імпортозаміщення / М. В. Новіков, В. І. Лавріненко, М. М. Шейко, В. О. Скрябін, А. П. Максименко, В. М. Скок // Наука та інновації. — 2013. — № 5. — С. 27-31. — укр. [Архівовано 29 листопада 2018 у Wayback Machine.]
- 19. Розробка і застосування високоефективного прецизійного алмазного правлячого інструменту для потреб енергетичного і транспортного машинобудування України / В. І. Лавріненко, М. М. Шейко, Д. В. Сухарєв // Наука та інновації. — 2013. — № 1. — С. 41-43. — укр. [Архівовано 29 листопада 2018 у Wayback Machine.]
- 20. Композити на основі мікропорошків КНБ, структуровані вуглецевою зв'язкою, як функціональні елементи в структурі робочого шару алмазно-абразивного інструменту. Повідомл. 2. Композити як опорні елементи / В. І. Лавріненко, Б. В. Ситник, В. Г. Полторацький, О. О. Бочечка, В. Ю. Солод // Сверхтвердые материалы. — 2014. — № 5. — С. 53-60. — Бібліогр.: 9 назв. — укр. [Архівовано 29 листопада 2018 у Wayback Machine.]
- 21. Вплив кристалографічної орієнтації монокристалів парателуриту та тетраборату літію, отриманих методом витягування з розплаву, на мікрорельєф поверхонь при механічній обробці / В. І. Лавріненко, Л. А. Проц // Сверхтвердые материалы. — 2005. — № 2. — С. 52-59. — Бібліогр.: 11 назв. — укр. [Архівовано 29 листопада 2018 у Wayback Machine.]